# Alberndorf in der Riedmark
Alberndorf in der Riedmark ist eine Gemeinde mit 4223 Einwohnern (Stand 1. Jänner 2024) in Oberösterreich im Bezirk Urfahr-Umgebung im oberen Mühlviertel. Die Gemeinde liegt im Gerichtsbezirk Urfahr.

## Geografie
Alberndorf in der Riedmark liegt auf einer Höhe von 570 m ü. A. im oberen Mühlviertel. Das größte Gewässer ist die Große Gusen. Sie durchfließt die Gemeinde von Norden nach Süden, wo mit 360 Meter Seehöhe der tiefste Punkt der Gemeinde liegt. Im Norden liegen mit der Schwarzau und dem Zeurzer Berg (760 m) die höchsten Erhebungen.
Die Ausdehnung beträgt von Nord nach Süd 8,1 und von West nach Ost 8,3 Kilometer. Die Gesamtfläche umfasst 40,44 Quadratkilometer.
Flächenaufteilung:

### Gemeindegliederung
Das Gemeindegebiet umfasst folgende Ortschaften (in Klammern Einwohnerzahl Stand 1. Jänner 2024):
- Aich (42)
- Alberndorf in der Riedmark (772)
- Almesberg (271)
- Berbersdorf (87)
- Gerbersdorf (39)
- Grasbach (348)
- Greifenberg (10)
- Hadersdorf (79) samt Schwarzau
- Heinberg (46)
- Hirschstein (27)
- Kelzendorf (122)
- Klamleiten (33) samt Bruckmühle
- Kottingersdorf (66)
- Lindach (132)
- Loitzendorf (139)
- Luegstetten (59)
- Matzelsdorf (44)
- Oberndorf (3)
- Oberweitersdorf (68)
- Pröselsdorf (394)
- Riedegg (191)
- Rinzendorf (177)
- Schallersdorf (3)
- Schlammersdorf (119)
- Spattendorf (467)
- Steinbach (50)
- Veitsdorf (169)
- Weikersdorf (64)
- Zeurz (202) samt Oberzeurz und Unterzeurz

### Nachbargemeinden
| Haibach im Mühlkreis Hellmonsödt | Ottenschlag im Mühlkreis                    | Neumarkt im Mühlkreis |
| Altenberg bei Linz               | Kompassrose, die auf Nachbargemeinden zeigt |                       |
| Engerwitzdorf                    | Gallneukirchen                              | Unterweitersdorf      |

## Geschichte
Das älteste Zeugnis für die Besiedlung des Gemeindegebietes ist das bronzezeitliche Brandgrab in Veitsdorf. Das Hügelgrab hat einen Durchmesser von 13 Metern, und bei seiner Öffnung im Jahr 1925 wurden verschiedene Artefakte innerhalb eines mächtigen Steinkranzes aufgefunden.
Ursprünglich im Ostteil des Herzogtums Bayern liegend, gehörte der Ort seit dem 12. Jahrhundert zum Herzogtum Österreich, seit 1490 zum Fürstentum Österreich ob der Enns.
Die urkundlich ältesten Ortsteile sind Pröselsdorf (datiert auf 1111), Riedegg (1157/1159), Kelzendorf, Spattendorf und Weikersdorf (datiert auf 1171). Um 1417 wird Albandorf erstmals urkundlich erwähnt, wobei der Name vom althochdeutschen Personennamen Albani herzuleiten ist. Im 17. Jahrhundert wurde der Ortsname nach der mittelhochdeutschen Bezeichnung für alber Pappel im Sinne von „Dorf bei Pappelbäumen“ volksetymologisch umgedeutet.
Die unter Kaiser Joseph II. im Jahr 1784 geschaffenen Katastralgemeinden Oberndorf, Pröselsdorf und Steinbach wurden 1850 zur politischen Gemeinde Alberndorf vereinigt, weil sich dort die Kirche und die Schule befanden.
Im 19. Jahrhundert verlief die Pferdeeisenbahn Budweis–Linz–Gmunden durch das Gemeindegebiet von Alberndorf. Die Eisenbahnbrücke der ehemaligen Mittelstation Bürstenbach steht unter Denkmalschutz (Listeneintrag).
Nach dem Anschluss Österreichs an das Deutsche Reich am 13. März 1938 wurde Oberösterreich zum Gau Oberdonau. Nach 1945 erfolgte die Wiederherstellung Oberösterreichs.

## Kultur- und Sehenswürdigkeiten

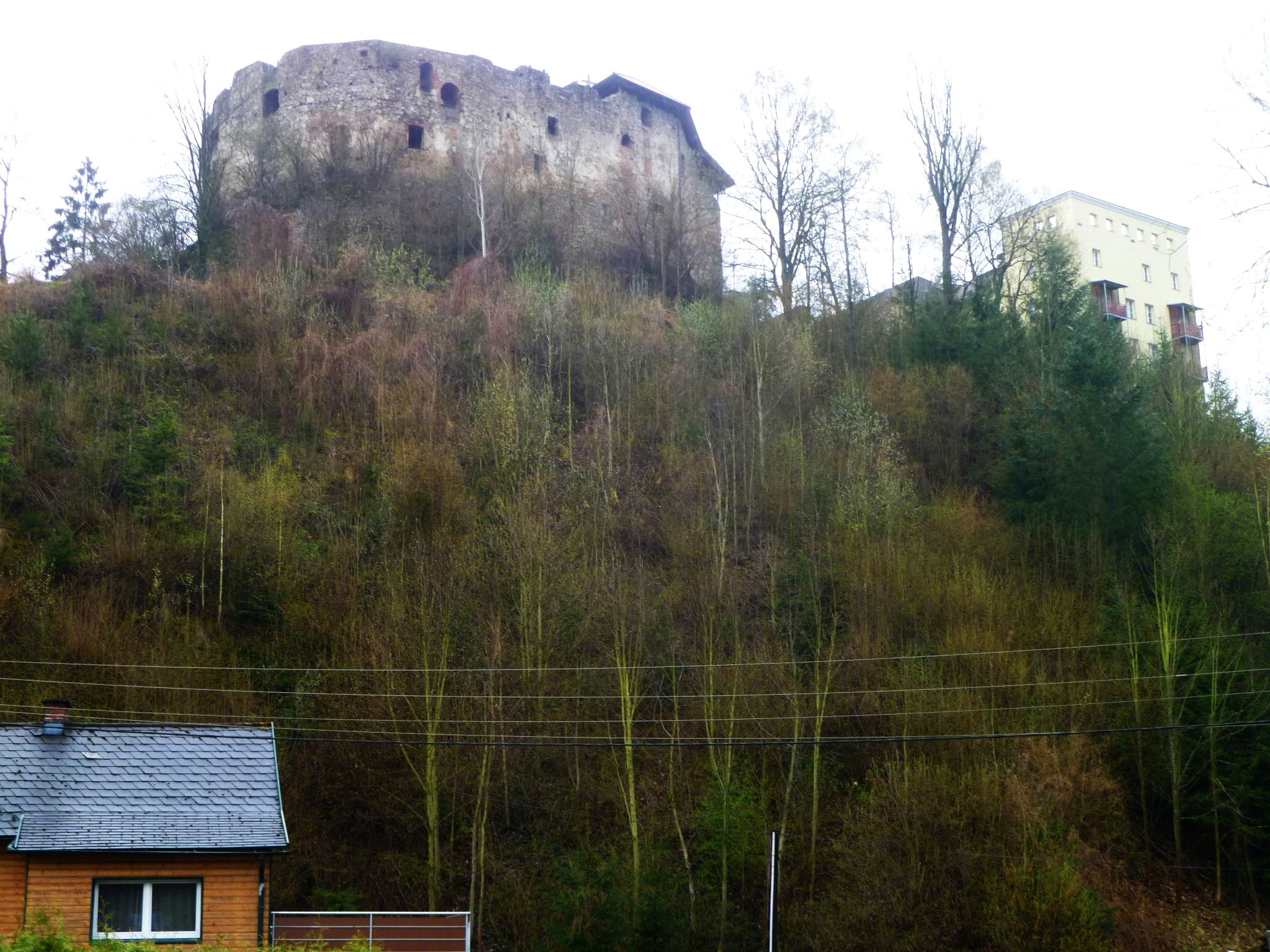
Burgruine Riedegg

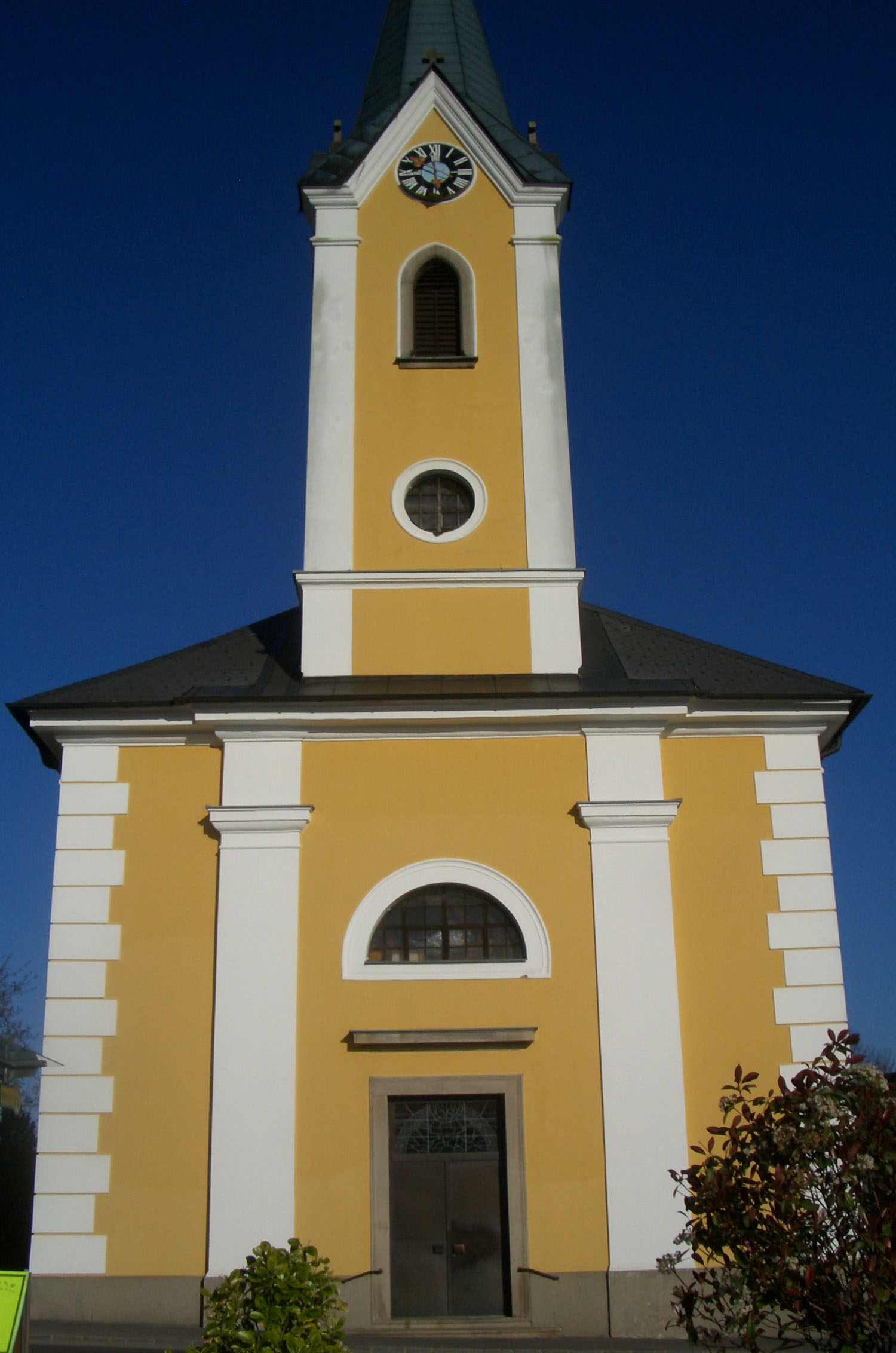
Pfarrkirche Alberndorf in der Riedmark

### Sehenswürdigkeiten
- Burgruine Riedegg
- Burgruine Klamleiten
- Schloss Riedegg
- Pfarrkirche Alberndorf in der Riedmark
- Der Zehentstadl in Hadersdorf ist mit der Jahreszahl 1587 bezeichnet. Dorthin lieferten die Untertanen der Herrschaft Weinberg ihren Zehent.

### Regelmäßige Veranstaltungen
- Seit 2003 veranstaltet die Gemeinde jährlich die Alberndorfer Kulturtage.
- Seit 2007 vergibt die Gemeinde jährlich den Lyrik/Prosa/Märchenpreis AKUT.

## Wirtschaft und Infrastruktur
Von den 159 landwirtschaftlichen Betrieben des Jahres 2010 waren 70 Vollerwerbsbauern. Diese bewirtschafteten 68 Prozent der Flächen. Im Produktionssektor arbeiteten 74 Erwerbstätige in der Bauwirtschaft, 47 im Bereich Herstellung von Waren, 2 in der Wasserver- und Abfallentsorgung und 1 in der Energieversorgung. Die wichtigsten Arbeitgeber des Dienstleistungssektors waren die Bereiche soziale und öffentliche Dienste (133), Handel (56) und Beherbergung und Gastronomie (30 Mitarbeiter).
| Wirtschaftssektor            | Anzahl Betriebe | Anzahl Betriebe | Erwerbstätige | Erwerbstätige |
| Wirtschaftssektor            | 2011            | 2001            | 2011          | 2001          |
| ---------------------------- | --------------- | --------------- | ------------- | ------------- |
| Land- und Forstwirtschaft 1) | 159             | 173             | 142           | 117           |
| Produktion                   | 36              | 24              | 124           | 128           |
| Dienstleistung               | 122             | 70              | 275           | 222           |

1) Betriebe mit Fläche in den Jahren 2010 und 1999

## Politik

### Gemeinderat
Der Gemeinderat hat 25 Mitglieder.
- Mit den Gemeinderats- und Bürgermeisterwahlen in Oberösterreich 2003 hatte der Gemeinderat folgende Verteilung: 15 ÖVP, 9 SPÖ und 1 FPÖ.
- Mit den Gemeinderats- und Bürgermeisterwahlen in Oberösterreich 2009 hatte der Gemeinderat folgende Verteilung: 16 ÖVP, 5 SPÖ und 4 FPÖ.
- Mit den Gemeinderats- und Bürgermeisterwahlen in Oberösterreich 2015 hatte der Gemeinderat folgende Verteilung: 17 ÖVP, 4 SPÖ und 4 FPÖ.
- Mit den Gemeinderats- und Bürgermeisterwahlen in Oberösterreich 2021 hat der Gemeinderat folgende Verteilung: 13 ÖVP, 4 FPÖ, 4 GRÜNE und 4 SPÖ.[11]

### Bürgermeister
Bürgermeister seit 1850 waren:
- 1850–1859 Mathias Klambauer
- 1859–1861 Georg Kibler
- 1861–1864 Franz Kibler
- 1864–1864 Mathias Pühringer
- 1864–1867 Franz Kübler
- 1867–1870 Ignaz Kellerer
- 1870–1874 Ignaz Danninger
- 1874–1875 Ignaz Kellerer
- 1875–1875 Ignaz Danninger
- 1875–1885 Sebastian Klambauer
- 1885–1894 Georg Wiesinger
- 1894–1906 Johann Hauser
- 1906–1928 Michael Wockinger
- 1928–1938 Franz Hofstadler
- 1938–1939 Michael Fischerlehner
- 1939–1945 Josef Mugrauer
- 1945–1952 Franz Hofstadler
- 1952–1961 Johann Grasser
- 1961–1984 Johann Stockinger
- 1984–2002 Josef Schinagl
- 2002–2013 Josef Moser
- seit 2013 Martin Tanzer

### Wappen
Blasonierung: Von Grün und Rot durch einen goldenen Ast mit je einem goldenen, oben aufwärts, unten abwärts gewendeten Blatt der Weißpappel schräg geteilt. Die Gemeindefarben sind Grün-Gelb-Rot.

### Gemeindepartnerschaften
- 2001  Wackersdorf in Bayern, Deutschland

## Persönlichkeiten

### Söhne und Töchter der Gemeinde
- Michael Huemer (1777–1849) vulgo Kalchgruber, „Bauernadvokat“
- Ingrid Oberkanins (* 1964), Musikerin
- Hannes Seyer (* 1967), Tischtennis-Nationalspieler, -trainer und Funktionär

### Mit der Gemeinde verbundene Persönlichkeiten
- Gotho Griesmeier (* 1971), Opernsängerin, lebt in Alberndorf
- Roland Steidl (* 1956) Philosoph, Erwachsenenbildner und Autor, lebt in Steinbach